# Маюров, Иван Иванович
Иван Иванович Маюров (26 октября 1918, Челябинский уезд, Оренбургская губерния — 30 мая 2000, Москва) —полковник Советской Армии, участник советско-японской войны, Герой Советского Союза (1945).

## Биография
Иван Иванович Маюров родился 26 октября 1918 года в крестьянской семье в деревне Убиенное Кислянской волости Челябинского уезда Оренбургской губернии, территорию в то время контролировало белогвардейское Российское государство. Решением Курганского облисполкома от 30 марта 1976 года № 205 деревня исключена как сселившаяся, её территория ныне находится в Кислянском сельсовете Юргамышского района Курганской области.
После окончания Кислянской семилетней школы и Талицкого лесотехнического техникума в 1939 году три месяца работал мастером дороги механизированного лесоучастка в посёлке Ясашная Алапаевского района Свердловской области.
В сентябре 1939 года призван на службу в Рабоче-крестьянскую Красную Армию. В 1940 году окончил полковую школу, по комсомольской путёвке направлен в  Дальневосточное артиллерийское училище, которое окончил в 1942 году.
В 1945 году вступил в ВКП(б), в 1952 году партия переименована в КПСС.
Участвовал в боях советско-японской войны, будучи начальником разведки дивизиона 65-го гаубичного артиллерийского полка 680-й артиллерийской бригады 3-й стрелковой Краснознамённой дивизии имени Президиума Верховного Совета Крымской АССР 2-й Краснознамённой армии 2-го Дальневосточного фронта. 15 августа 1945 года во время боя за село Суньу (кит. 孙吴镇) в 150 километрах к востоку от Нэньцзян (кит. 嫩江镇) лично пробрался в японский тыл, разведал огневую систему противника и захватил «языка». Полученные им разведданные позволили дивизиону уничтожить 10 огневых точек и около 300 японских солдат и офицеров в Хомоэрцзинском узле сопротивления.
Указом Президиума Верховного Совета СССР от 8 сентября 1945 года за «мужество и героизм, проявленные в боях» лейтенант Иван Маюров был удостоен высокого звания Героя Советского Союза с вручением ордена Ленина и медали «Золотая Звезда».
После окончания войны продолжил службу в Советской Армии. Служил командиром батареи в артиллерии и помощником начальника штаба артиллерии стрелковой дивизии по разведке (в Забайкальско-Амурском военном округе, с 1947 года — в Забайкальском военном округе).
В 1951 году окончил Военную артиллерийскую академию имени Ф. Э. Дзержинского, в 1952 году — Высшую офицерскую артиллерийскую школу (город Коломна).
Служил заместителем командира дивизиона, начальником штаба и командиром дивизиона 42-й гвардейской тяжёлой миномётной бригады Ленинградского военного округа (город Пушкин), начальником штаба миномётной бригады (в Группе советских войск в Германии) и начальником артиллерии мотострелкового полка (в Северо-Кавказском военном округе). В октябре 1969 года в звании подполковника был уволен в запас, впоследствии ему было присвоено звание полковника запаса. С 1975 года в отставке.
Проживал в городе Орджоникидзе, в 1990 году переименован во Владикавказ. В 1969—1972 годах работал начальником штаба гражданской обороны на Орджоникидзевском трикотажном объединении, в 1972—1982 – военруком в профессионально-техническом училище №1, в 1982—1985 – старшим инструктором в Северо-Осетинском обкоме ДОСААФ.
С 1999 года проживал в городе Москве.
Иван Иванович Маюров скончался 30 мая 2000 года, похоронен на Лианозовском кладбище города Москвы.

## Награды
- Герой Советского Союза, 8 сентября 1945 года[3][4]
  - Орден Ленина № 60136
  - Медаль «Золотая Звезда» № 9113
- Орден Отечественной войны I степени, 11 марта 1985 года
- Орден Красной Звезды, 5 ноября 1954 года
- Медали, в том числе:
  - Медаль «За боевые заслуги», 15 ноября 1950 года
  - Медаль «За победу над Японией», 28 апреля 1946 года[5]
  - Юбилейная медаль «30 лет Советской Армии и Флота»
  - Медаль «За безупречную службу» I степени.
- Иностранные награды[2].
  - Медаль «30 лет Победы над милитаристской Японией», Монгольская Народная Республика
  - Медаль «50 лет Монгольской Народной Армии», Монгольская Народная Республика

## Память
- В честь Маюрова названа улица в селе Кислянское[2].
- Мемориальная доска, установлена в МКОУ «Кислянская средняя общеобразовательная школа» Юргамышского района 1 сентября 2015 года.
- Имя упомянуто в списке Героев Советского Союза уроженцев Юргамышского района в часовне Иоанна Воина в Елизаветинском бору Юргамышского района Курганской области.

## Семья
Жена Евдокия Андреевна (12 июня 1920 — 23 июня 2008), есть дети.